# 江良貴
江良貴（1472年—？），字汝思，江西廣信府貴溪縣人，民籍，明朝政治人物。

## 生平
弘治十一年戊午科（1501年）江西鄉試第三十名舉人。弘治十八年（1505年）中式乙丑科會試第一百六十名，三甲第一百五十三名進士。初授南平县知县，正德五年（1510年）三月选授陕西道試御史，九年巡按南直隶，十二年巡按四川，养病。嘉靖元年（1522年）三月復除贵州道御史，二年二月升四川按察司提学副使，八年二月以考察致仕。

## 家族
曾祖江雲從；祖父江常，知縣；父江玉。前母李氏；母鄧氏。永感下。弟江良材（贡士）。